# Конструкторское бюро интегрированных систем
ООО «Конструкторское бюро интегрированных систем» (КБИС) — российская компания, разработчик и производитель стрелкового оружия. Основана в 2013 году в Тарусе, Калужской области.  Специализируется на разработке и опытном производстве снайперских винтовок, боеприпасов и комплектующих к ним, средств подготовки данных для стрельбы и запуске оружейных предприятий.

## Описание
Основная продукция КБИС — снайперские винтовки, в том числе — боевые тактические и спортивные, предназначенные для снайпинга, бенчреста и варминтинга. Снайперским винтовкам производства КБ Интегрированных Систем принадлежит ряд российских и мировых рекордов по дальности и точности стрельбы. В КБ ведётся глубокая научно-исследовательская деятельность по созданию оружия на новых физических принципах, в том числе импульсного и нелетального действия.

## История компании
КБИС ведёт историю от небольшой оружейной фирмы ООО «Царь-пушка» (ЦП), основанной братьями Лобаевыми в Тарусе в 2003 году для производства спортивных бенчрестерных винтовок. В 2007 году был создан ранний прототип снайперской винтовки СВЛ, впоследствии ставшей родоначальницей семейства СВЛ/СВЛК-14 — основного модельного ряда компании. В 2009 году был закончен предсерийный образец, созданный на базе затворной группы King v.3. В 2010 году начато производство первой серийной модели винтовки СВЛ, принятой на вооружение службы безопасности президента РФ. Также, с 2009 года на «Царь-пушке» велись конструкторские работы над лёгкой бесшумной винтовкой ДВЛ и специального дозвукового патрона 8,6×39 мм.
В 2010 году деятельность ООО «Царь-пушка» в России временно прекращена в связи с отказом регулирующих органов в продолжении лицензии на право производства вооружения. Ввиду этого большая часть коллектива компании переезжает в ОАЭ, где продолжает работать по теме снайперских винтовок в качестве подразделения местной компании TADS. В ОАЭ тарусские винтовки совершенствовались и реализовались под индексами: СВЛ — KS-11, а ДВЛ — SS-113. Коллектив «Царь-пушки» разработал для вооружённых сил Объединённых Арабских Эмиратов более 20 моделей самозарядного и болтового стрелкового оружия.
В 2013 году состоялось возвращение компании в Россию. В Тарусе были возобновлены работы по конструированию и производству снайперских винтовок, комплектующих к ним и боеприпасов. Налажено ствольное и патронное производство. Для модификации бесшумной винтовки ДВЛ создан новый дозвуковой патрон повышенной мощности 10,3×45 мм.

## Структура группы компаний LOBAEV
ООО «Конструкторское Бюро Интегрированных Систем» входит в группу компаний «LOBAEV», названную по фамилии её основателей — братьев Владислава и Николая Лобаевых. Кроме КБИС корпорация LOBAEV включает ряд  узкоспециализированных подразделений.

### КБ интегрированных систем
Конструкторское бюро, ответственное за разработку и предсерийное производство.

### Lobaev Arms
Базовое подразделение, занимающееся серийным производством и кастомизацией снайперских винтовок. Основные модели — СВЛ, DXL, ДВЛ, ТСВЛ. 

### Lobaev Ammo
Патронное производство, серийно выпускающее снайперские винтовочные патроны, в том числе специальные собственной разработки — .338LW и .40LW.

### Lobaev Hummer Barrels
Ствольное производство. К реализации предлагаются ствольные заготовки, высокоточные чемпионские стволы, малокалиберные стволы калибра .22LR, стволы и бланки для пневматики.

### Lobaev Robotics
Подразделение, специализирующиеся на создании боевых тактических роботов и иной робототехники. К реализации предлагается лёгкий мобильный тактический робот РС1А3 «Минирэкс» со стрельбовым модулем. Робот предназначен для проведения штурмовых операций внутри помещений и на открытой местности, оснащается автоматическим стрелковым оружием дистанционного управления.

## Санкции
23 февраля 2024 года материнская компания и ряд связанных с ней включены в блокирующий санкционный список США против предприятий оборонного сектора. Также под американские санкции попали: учредитель и владелец ООО «КБИС» Елена Лобаева, акционер, директор и представитель компании Николай Лобаев, а также основатель компании Евгений Лобаев. Ранее, в марте 2023 года, компания и связанные с ней лица попали под санкции Украины, так как «предприятие играет значительную роль в обеспечении вооружённой агрессии против Украины».
20 мая 2025 года, из-за российского вторжения на Украину, компания включена в санкционный список стран Евросоюза как производитель винтовок которые используются Вооруженными силами РФ в войне против Украины. Также под санкции попали Елена Лобаева, Николай Лобаев и компании связанные с ними.